# Усадьба ротмистра Переяславцева
Усадьба ротмистра Ф. А. Переяславцева — здание в историческом центре Екатеринбурга, памятник архитектуры, расположено по адресу: улица К. Либкнехта, д. 3.
Трёхэтажное кирпичное здание на рубеже стилей эклектики и модерна.

## Описание

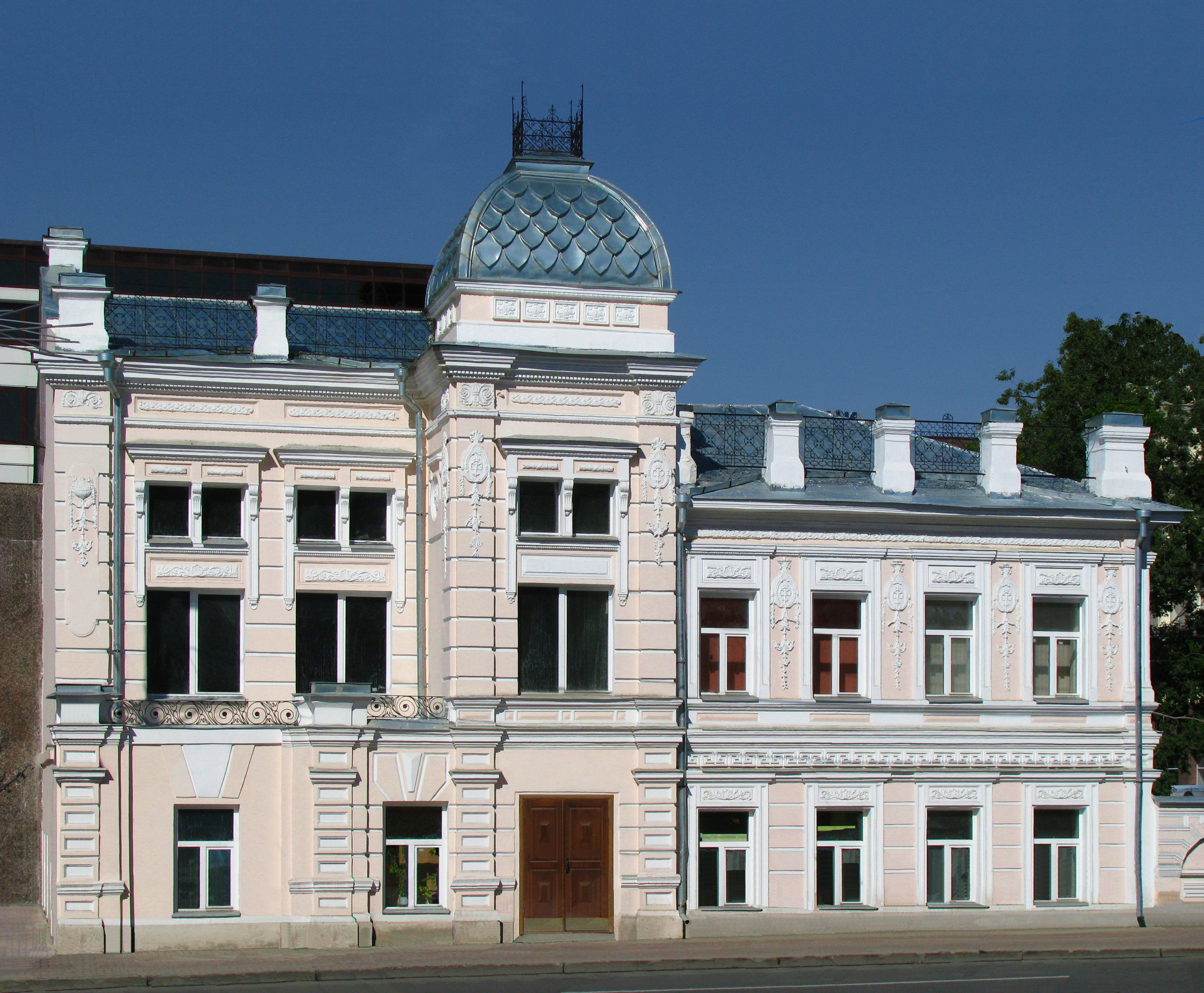

На 1889 год владельцем усадьбы № 3 по Вознесенскому проспекту (ныне улица Карла Либкнехта) был Михаил Павлович Деханов, который построил здесь в 1881 году каменный двухэтажный дом. В 1890-е годы усадьба перешла во владение к ротмистру Федору Андреевичу Переяславцеву. В 1894—1895 годах он перестроил дом Деханова по проекту архитектора С. С. Козлова, согласованный с городским архитектором Ю. О. Дютелем и Косяковым Е. М.
В 1900-е годы с западной стороны была сделана двухэтажная пристройка. В начале XX века владельцем дома стал присяжный поверенный Ф. И. Пиновский.
В 1988 году в ходе капитального ремонта в доме заложен арочный проезд и со стороны южного фасада прорезано четыре окна. Разрушена кирпичная стена, соединяющая между собой обе части дома. В связи с новым функциональным назначением отчасти изменилась внутренняя планировка. В это время в здании размещался Институт машиноведения Уральского отделения АН СССР.
В ходе реставрации в 2021—2024 годах усадьба была полностью переоборудована, укреплены конструкции, появилось новые кровля, отопление и вентиляция. С сентября 2024 года в здании располагается «Дворец бракосочетания». Внутри организовано три зала для свадебных церемоний: бежевый, голубой и зеленый.

## Статус
Является объектом культурного наследия регионального (областного) значения «Усадьба ротмистра Ф. А. Переяславцева: дом; ограда кирпичная, 1894—1895 годы, архитектор Козлов С. С.; 1900-е годы; 1988 год (реконструкция)».
В октябре 2021 года начат процесс комплексной реставрации объекта. На восстановление здания ушло около 160 миллионов рублей.